# Campeonato Sub-17 de la AFC 1985
El Campeonato Sub-16 de la AFC 1985 fue la primera edición del torneo de fútbol a nivel de selecciones sub-17 más importante de Asia organizado por la Confederación Asiática de Fútbol y fue la primera eliminatoria al Mundial Sub-17 de ese año.
Arabia Saudita venció en la final a Catar para ser el primer campeón continental de la categoría.

## Fase de grupos

### Grupo A
| País           | J                  | G                  | E                  | P                  | GF                 | GC                 | Pts                |
| -------------- | ------------------ | ------------------ | ------------------ | ------------------ | ------------------ | ------------------ | ------------------ |
| Catar          | 1                  | 1                  | 0                  | 0                  | 3                  | 1                  | 2                  |
| Arabia Saudita | 2                  | 1                  | 0                  | 1                  | 4                  | 3                  | 2                  |
| Japón          | 1                  | 0                  | 0                  | 1                  | 0                  | 3                  | 0                  |
| Kuwait         | Abandonó el Torneo | Abandonó el Torneo | Abandonó el Torneo | Abandonó el Torneo | Abandonó el Torneo | Abandonó el Torneo | Abandonó el Torneo |

| Equipo 1       | Resultado | Equipo 2       |
| -------------- | --------- | -------------- |
| Catar          | 3-1       | Arabia Saudita |
| Japón          | n/p       | Catar          |
| Arabia Saudita | 3-0       | Japón          |

### Grupo B
| País          | J | G | E | P | GF | GC | Pts |
| ------------- | - | - | - | - | -- | -- | --- |
| Tailandia     | 3 | 1 | 2 | 0 | 3  | 2  | 4   |
| Irak          | 3 | 2 | 0 | 1 | 2  | 1  | 4   |
| Yemen del Sur | 3 | 0 | 2 | 1 | 4  | 5  | 2   |
| China         | 3 | 0 | 2 | 1 | 2  | 3  | 2   |

| Equipo 1      | Resultado | Equipo 2      |
| ------------- | --------- | ------------- |
| Irak          | 1-0       | China         |
| Yemen del Sur | 2-2       | Tailandia     |
| Irak          | 1-0       | Yemen del Sur |
| Tailandia     | 0-0       | China         |
| China         | 2-2       | Yemen del Sur |
| Tailandia     | 1-0       | Irak          |

## Fase final
|  | Semifinales        | Semifinales             |   |                     | Final               | Final |  |
|  |                    |                         |   |                     |                     |       |  |
|  |                    |                         |   |                     |                     |       |  |
|  | Doha, 8 de febrero |                         |   |                     |                     |       |  |
|  | Qatar              | 1                       |   |                     |                     |       |  |
|  | Irak               | 0                       |   |                     |                     |       |  |
|  |                    |                         |   |                     |                     |       |  |
|  |                    |                         |   |                     | Doha, 10 de febrero |       |  |
|  |                    |                         |   |                     | Catar               | 0     |  |
|  |                    | Arabia Saudita (DP 3-4) | 0 |                     |                     |       |  |
|  |                    |                         |   |                     |                     |       |  |
|  |                    |                         |   |                     |                     |       |  |
|  |                    |                         |   |                     | Tercer lugar        |       |  |
|  | Doha, 8 de febrero | Doha, 8 de febrero      |   | Doha, 10 de febrero | Doha, 10 de febrero |       |  |
|  | Tailandia          | 0                       |   | Irak                | 1                   |       |  |
|  | Arabia Saudita     | 1                       |   |                     | Tailandia           | 0     |  |

## Campeón
| Campeonato Sub-16 de la AFC 1985 |
| -------------------------------- |
| Bandera de Arabia Saudita        |
| Arabia Saudita 1º Título         |

## Clasificados al Mundial Sub-17
| - Arabia Saudita | - Catar | - China (anfitrión) |